# Residencial Arboledas
Residencial Arboledas är en ort i Mexiko.   Den ligger i kommunen Tula de Allende och delstaten Hidalgo, i den sydöstra delen av landet, 70 km norr om huvudstaden Mexico City. Residencial Arboledas ligger 2 095 meter över havet och antalet invånare är 1 103.
Terrängen runt Residencial Arboledas är platt åt nordost, men åt sydväst är den kuperad. Runt Residencial Arboledas är det ganska tätbefolkat, med 185 invånare per kvadratkilometer. Närmaste större samhälle är El Llano, 1,9 km väster om Residencial Arboledas. Omgivningarna runt Residencial Arboledas är en mosaik av jordbruksmark och naturlig växtlighet.